# 2017-es öttusa-Európa-bajnokság
A 2017-es öttusa-Európa-bajnokságot a fehéroroszországi Minszkben rendezték 2017. július 17. és július 24. között.

## Eredmények

### Férfi
| Versenyszám | Arany                                                     | Ezüst                                                               | Bronz                                                            |
| Egyéni      | Aleksander Lesun · Oroszország                            | Kasza Róbert · Magyarország                                         | Valentin Belaud · Franciaország                                  |
| Csapat      | Magyarország · Kasza Róbert · Demeter Bence · Marosi Ádám | Oroszország · Kirill Belyakov · Alexander Savkin · Aleksander Lesun | Franciaország · Valentin Belaud · Valentin Prades · Brice Loubet |
| Váltó       | Csehország · Ondřej Polívka · Martin Bilko                | Franciaország · Simon Casse · Alexandre Henrard                     | Németország · Patrick Dogue · Marvin Faly Dogue                  |

### Női
| Versenyszám | Arany                                                         | Ezüst                                                               | Bronz                                                                        |
| Egyéni      | Anastasiya Prokopenko · Oroszország                           | Kovács Sarolta · Magyarország                                       | İlke Özyüksel · Törökország                                                  |
| Csapat      | Olaszország · Alice Sotero · Gloria Tocchi · Irene Prampolini | Magyarország · Földházi Zsófia · Kovács Sarolta · Alekszejev Tamara | Fehéroroszország · Volha Silkina · Tatsiana Khaldoba · Anastasiya Prokopenko |
| Váltó       | Németország · Annika Schleu · Lena Schöneborn                 | Oroszország · Anna Buriak · Alise Fakhrutdinova                     | Fehéroroszország · Katsiaryna Arol · Tatsiana Khaldoba                       |

### Vegyes
| Versenyszám | Arany                                                          | Ezüst                                                | Bronz                                        |
| Váltó       | Oroszország · Gulnaz Ragyikovna Gubajdullina · Kirill Belyakov | Olaszország · Alessandra Frezza · Pier Paolo Petroni | Magyarország · Kovács Sarolta · Kasza Róbert |

## Éremtáblázat
|          | Nemzet           | Arany | Ezüst | Bronz | Összesen |
| 1.       | Oroszország      | 2     | 2     | 0     | 4        |
| 2.       | Magyarország     | 1     | 3     | 1     | 5        |
| 3.       | Olaszország      | 1     | 1     | 0     | 2        |
| 4.       | Fehéroroszország | 1     | 0     | 2     | 3        |
| 5.       | Németország      | 1     | 0     | 1     | 2        |
| 6.       | Csehország       | 1     | 0     | 0     | 1        |
| 7.       | Franciaország    | 0     | 1     | 2     | 3        |
| 8.       | Törökország      | 0     | 0     | 1     | 1        |
| Összesen | Összesen         | 7     | 7     | 7     | 21       |